# ادوارد دوسو
ادوارد دوسو (انگلیسی: Eduard Duțu؛ زادهٔ ۱۸ آوریل ۲۰۰۱) بازیکن فوتبال است.
وی همچنین در تیم‌های ملی فوتبال Romania national under-17 football team و Romania national under-20 football team بازی کرده‌است.